# Enrico di Ofterdingen
Enrico di Ofterdingen (Heinrich von Ofterdingen) è un romanzo storico dello scrittore tedesco Novalis, rimasto incompiuto e pubblicato postumo nel 1802 dall'amico Ludwig Tieck, due anni dopo la morte dell'autore.
Ambientato nel Basso Medioevo, tra il XIII e il XIV secolo, racconta l'iniziazione del giovane Enrico di Ofterdingen.

## Trama
All'inizio della storia uno straniero racconta ad Enrico di luoghi remoti misteriosi e di un fiore azzurro. Quando questo meraviglioso fiore – quintessenza della capacità intuitiva di comprendere la realtà e della nostalgia (Sehnsucht) tutta romantica per l'infinito - gli appare in sogno e si trasforma nel viso di una fanciulla, Enrico presagisce quale sarà lo scopo della sua vita, ovvero seguire la vocazione per la poesia e l'amore. Guidato da questa visione e da un suo presentimento, Enrico inizia un viaggio che lo porterà a conoscere, tramite racconti e dialoghi, il senso della sua stessa vita e del suo tempo: il mondo delle esperienze della mitica Atlantide, dell'Oriente e della guerra, ma anche della natura e della storia gli appare via via attuale. Tutte queste conoscenze contribuiscono a "plasmare le forze interne" che dispiegano lo "spirito della poesia".
Giunto alla fine del suo viaggio, Enrico conosce il poeta Klingsohr e la figlia Mathilde. Klingsohr gli fa comprendere l'essenza della poesia, Mathilde, nella quale Enrico riconosce il viso di fanciulla che gli era apparso in sogno, gli fa conoscere l'amore. La fiaba che Klingsohr racconta alla fine della prima parte, introduce alla seconda parte incompiuta, che, con il definitivo annullamento dei confini tra realtà e sogno, doveva assumere essa stessa un carattere fiabesco.
Appunti contraddittori di Novalis accennano al proseguimento della storia: dopo la morte di Mathilde, Enrico entra nel regno dei morti per cercarla; successivamente prende parte alla gara dei cantori della Wartburg, viene incoronato poeta e può finalmente liberare il mondo dalla coercizione del tempo e dello spazio – ma tutto ciò potrà avvenire solo quando avrà conosciuto la vita di corte, la condotta di guerra e le epoche della storia dell'uomo e quando avrà percorso l'evoluzione della vita nella natura attraverso la metempsicosi.

## Temi e interpretazione
Nella prima parte del testo il sogno può essere interpretato come torpore, mentre la veglia è l'esaltazione della ragione: essere completamente svegli permette di essere totalmente ricettivi al mondo circostante, una veglia capace di far emergere progressivamente ciò che in precedenza era sopito nell'inconscio. Il processo d'iniziazione diventa così il riconoscimento e il ricongiungimento con tutto ciò che è presente nella realtà. Per fare questo è necessario uscire dalla tradizione logica delle classificazioni mentali, degli stereotipi, degli status.
Il fiore azzurro (die blaue Blume) è la metafora del raggiungimento, e in sé raccoglie tutte le forme della conoscenza che l'individuo deve acquisire per poter raggiungere la perfezione. Una maturazione che si sviluppa attraverso la ricerca personale, l'iniziativa, e non certo aspettando gli eventi, con la casualità. Durante il racconto vi è il continuo passaggio a scenari diversi, un'immersione nella natura e nello spazio per poter riemergere nelle forme di un altro scenario e di un altro spazio: una continua affermazione della vita, di una rinascita continua.
Il fiore non a caso è collocato nell'Eden, la condizione primordiale dell'uomo; raggiungerlo significherebbe quindi ricostituire la propria origine. Il principio che la perfezione è raggiungibile, e che si riscontra più tipicamente nelle popolazioni nordiche (Handerberg è tedesco) che nelle civiltà cattoliche. Novalis ci trasmette una costante: il sentimento inteso come fonte di energia, alimentazione della propria vita intellettiva, che per esprimersi al massimo deve saper conciliare razionalità e sentimenti. Quando il padre si risveglia e il figlio tenta di raccontargli il sogno, il genitore minimizza; ma Enrico insiste per far comprendere quanto l'analisi dei propri sogni o di che cosa si fa in sogno, può aumentare la conoscenza di noi stessi.
È quindi una sorta di laicizzazione del sogno (inteso come ricerca, percorso iniziatico), come attività della coscienza umana, che si rivitalizza e progressivamente si libera dagli schemi intellettivi portando alla luce potenzialità nascoste. Anche il viaggio con la madre rappresenta un'opportunità per fare il vuoto e rendersi disponibile ad essere ricettivi, a voler conoscere, a voler sentire, a voler soffrire; è una concentrazione che permette di acquisire nuovi modi di vedere e di vivere, e la convivenza della moltitudine dei nuovi mondi della percezione che abbiamo conosciuto, permetterà di poter vivere afferrando e leggendo le corrispondenze che formano la trama della realtà.rte alla gara dei cantori della Wartburg, viene incoronato poeta e può finalmente liberare il mondo dalla coercizione del tempo e dello spazio – ma tutto ciò potrà avvenire solo quando avrà conosciuto la vita di corte, la condotta di guerra e le epoche della storia dell'uomo e quando avrà percorso l'evoluzione della vita nella natura attraverso la metempsicosi.